# 961 Gunnie
961 Gunnie là một tiểu hành tinh bay quanh Mặt Trời.